# 루리의 섬
《루리의 섬》(瑠璃の島 루리노시마[*])은 2005년 4월 16일부터 같은 해 6월 18일까지 NTV 계열에서 방송된 일본의 텔레비전 드라마이다. 한국에는 SBS 드라마플러스에서 방송됐다.

## 개요
나루미 리코의 첫 드라마 주연작품이다. 또, 주제가 〈여기에 밖에 피지 않는 꽃〉은 고부쿠로가 드라마를 위해 쓴 노래이다. 2007년 1월 6일에는 스페셜 드라마 《루리의 섬 SPECIAL 2007》이 방송됐다.
원작은 모리구치 가쓰의 논픽션 《아이 구걸: 오키나와 외딴섬의 세월》 (子乞い―沖縄孤島の歳月)이다. 오키나와현 하토미섬[鳩海島, 오키나와현 하토마섬(鳩間島)이 모델]를 무대로, 허구가 섞여 이야기가 구성됐다. 원작에서는 남자 아이였던 주인공이 드라마에서는 여자 아이가 되는 등 원작과는 바뀐 점이 많다.

## 줄거리
부모에게 버림받고 보호 시설에세 자란, 사람을 믿지 못하게 된 소녀 후지사와 루리 (나루미 리코)가 과소화로 폐교 위기에 몰린 초등학교를 존속시키기 위해 양자를 찾고 있던 나카마 유조 (오가타 켄)와 만나며, 사회로부터 버려진 오키나와 현 야에야마 제도 외딴섬으로 가게된다. 섬 사람틀과 만남을 통해, 성장해나가는 소녀의 모습을 그리고 있다.

## 등장인물
후지사와 루리 - 나루미 리코
주인공. 어머니로부터 버림받고 도쿄의 보호 시설에서 자랐다. 거의 사랑을 받지 못하고 자라던 도중, 나카마 유조를 만나 입양됐다. 처음엔 아무렇지 않게 거짓말을 하고, 화를 내면 손을 댈 수 없을 정도로 문제아였으나, 자기를 소중히 여겨주는 사람들을 보고 점점 밝은 마음을 가진 섬의 소녀로 성장해나간다. 말버릇은 손을 가로저으며 '아니 아니 아니'라고 말하는 것인데, 이 버릇이 나중에는 유조에게 옮기게 된다. 머리 모양은 파마머리(자신은 곱슬머리라 주장)였으나 후에 카와시마 타츠야 (타카하라 마코토)에게 생머리로 해달라고 한다. 섬에 처음 왔을 때 생겼으면 하는 것으로는 전자 오락실과 햄버거 가게였다.
타카하라 마코토 - 다케노우치 유타카
요네모리 쇼메이의 집에서 묵고 있는 수수께기의 남자. 자살하기 위해 하토미섬에 왔지만, 물에 빠진 루리를 구하게 되면서 포기한다. 제8화까지는 카와시마 타츠야란 이름으로 지내왔으나, 8화 마지막에서 경찰에게 추궁당하자 본명을 밝힌다. 예전에는 친구였던 진짜 카와시마 타츠야와 미용실을 운영했었으며, 후에 다시 도쿄로 돌아가 해변의 미용실에서 일한다. 이 드라마에서는 중요 인물 가운데 1명이지만, 《스페셜》에는 출연하지 않는다.
나카마 유조 - 오가타 겐
루리의 수양부모. 주변 사람들로부터 〈욱하면 바로 손이 올라오는게 진짜 부모자식같다〉고 자주 들으며, 실제로 루리를 양자로 들이려고 한다. 섬의 유일한 민박 〈파이카지〉를 운영하고 있으며, 섬 사람들로부터 신뢰도 두텁다. 한 때 루리가 고장낸 보트를 변상하기 위해 매일 이시가키섬으로 일하러 다니기도 했다.
나카마 메구미 - 바이쇼 미츠코
유조의 아내. 어떤 문제가 일어나도 두려워하지 않는 성격이다.
시마부쿠로 사나에 - 고니시 마나미
전직 하토미 초등학교 교사. 교서로서 실력은 뛰어나지만 성격이 차가우며, 오키나와섬의 학교로 전근을 바라고 있다. 그러나 루리와 만나면서 〈자신에게 부족한 것〉을 발견하게 되고, 하토미섬에서 계속 일하기로 결심한다. 하토미 초등학교의 존속과 하토미 중학교 재건에 공헌하며, 하토미 중학교에서 다시 루리를 가르친다.
요네모리 쇼메이 - 고히나타 후미요
알코올 의존증이며 어린 아이같은 마음을 가진 남자이다. 자기가 키운 아이가 사실은 다른 남자와 사이에서 생긴 아이라는 걸 알게 된 후, 부인이 아이와 함께 도망간다.
아라가키 지에이 - 히라이즈미 세이
아라가키 요시에 - 이치게 요시에
미야조노 소헤이 - 시오미 산세이
고하마 마나부 - 키시베 잇토쿠
가마도 할머니 - 요시다 타에코
옛날부터 하토미지마를 알고 있는 노인. 유일하게 순수한 오키나와어를 말한다.
미호코 - 사쿠라
진짜 카와시마 타츠야의 여동생. 오빠의 죽음에 대해 알기 위해 하토미지마에 타카하라를 만나러 왔다.
사이토 시게루 - 카슈 토시키
카마도 할머니의 집에 살고 있다. 카마도 할머니의 밭을 빌려 농사를 '하토미지마 호박'을 만들기 시작, 2년 후에는 육아 비용을 벌기 위해 오키나와에서 일한다.
나카지마 미즈키 - 이가와 하루카
사이토 시게루의 연인. 시게루의 아이를 갖게 되고, 결혼한다.
마츠쿠마 코지 - 카츠무라 마사노부
하토미 초등학교의 관리인. 아리카와 이즈미의 양부모이다.
마츠쿠마 나츠미 - 니시야마 마유코
마츠쿠마 코지의 아내. 처음에는 쇼메이의 가게를 도와주었지만, 그가 죽은 후에는 주인이 된다.
후지사와 나오 - 니시다 나오미
루리의 친엄마이다. 아이의 교육을 포기하고, 새 남편, 아이와 행복하게 산다.

## 제작진
- 원작: 모리구치 가쓰 (森口 豁) 《아이 구걸: 오키나와 외딴섬의 세월》 (子乞い―沖縄孤島の歳月) ISBN 4-7736-2906-1
- 각본: 모리시타 요시코, 테라다 토시오, 모리시타 타다시
- 프로듀서: 토다 카즈야, 쿠니모토 마사히로, 츠기야 히사시
- 연출: 이노마타 류이치, 이케다 켄지, 쿠니모토 마사히로
- 음악: 하케타 타케후미
- 주제가: 고부쿠로 〈여기서 밖에 피지 않는 꽃〉 (ここにしか咲かない花)
- 제작협력: K 팩토리
- 제작: 닛폰 TV 방송망